# Rawlins County
Rawlins County ist ein County im Bundesstaat Kansas der Vereinigten Staaten. Der Verwaltungssitz (County Seat) ist Atwood. Das U.S. Census Bureau hat bei der Volkszählung 2020 eine Einwohnerzahl von 2561 ermittelt.

## Geographie
Das County liegt fast im äußersten Nordwesten von Kansas, grenzt im Norden an Nebraska, ist im Westen etwa 50 km von Oklahoma entfernt und hat eine Fläche von 2771 Quadratkilometern ohne nennenswerte Wasserfläche. Es grenzt in Kansas im Uhrzeigersinn an folgende Countys: Decatur County, Thomas County, Sherman County und Cheyenne County.

## Geschichte
Rawlins County wurde am 20. März 1873 gebildet. Benannt wurde es nach John Aaron Rawlins, einem General der Nordstaaten im Amerikanischen Bürgerkrieg, Vertrauter von Ulysses S. Grant und späterer Kriegsminister der USA.
Zwei Bauwerke des Countys sind im National Register of Historic Places eingetragen (Stand 30. August 2017).

## Demografische Daten
Nach der Volkszählung im Jahr 2000 lebten im Rawlins County 2966 Menschen. Davon wohnten 96 Personen in Sammelunterkünften, die anderen Einwohner lebten in 1269 Haushalten und 846 Familien. Die Bevölkerungsdichte betrug 1 Einwohner pro Quadratkilometer. Ethnisch betrachtet setzte sich die Bevölkerung zusammen aus 98,5 Prozent Weißen, 0,3 Prozent Afroamerikanern, 0,3 Prozent amerikanischen Ureinwohnern, 0,1 Prozent Asiaten und 0,1 Prozent aus anderen ethnischen Gruppen; 0,7 Prozent stammten von zwei oder mehr Ethnien ab. 0,8 Prozent der Bevölkerung waren spanischer oder lateinamerikanischer Abstammung.
Von den 1269 Haushalten hatten 27,5 Prozent Kinder unter 18 Jahren, die mit ihnen gemeinsam lebten. 59,5 Prozent waren verheiratete, zusammenlebende Paare, 4,9 Prozent waren allein erziehende Mütter und 33,3 Prozent waren keine Familien. 31,4 Prozent aller Haushalte waren Singlehaushalte und in 17,6 Prozent lebten Menschen mit 65 Jahren oder darüber. Die Durchschnittshaushaltsgröße betrug 2,29 und die durchschnittliche Familiengröße betrug 2,88 Personen.
24,0 Prozent der Bevölkerung waren unter 18 Jahre alt. 3,8 Prozent zwischen 18 und 24 Jahre, 21,5 Prozent zwischen 25 und 44 Jahre, 25,1 Prozent zwischen 45 und 64 Jahre und 25,6 Prozent waren 65 Jahre alt oder älter. Das Durchschnittsalter betrug 45 Jahre. Auf 100 weibliche Personen kamen 99,9 männliche Personen. Auf 100 erwachsene Frauen ab 18 Jahren kamen 95,1 Männer.
Das jährliche Durchschnittseinkommen eines Haushalts betrug 32.105 USD, das Durchschnittseinkommen einer Familie betrug 40.074 USD. Männer hatten ein Durchschnittseinkommen von 26.719 USD, Frauen 19.750 USD. Das Prokopfeinkommen betrug 17.161 USD.
7,9 Prozent der Familien und 12,5 Prozent der Bevölkerung lebten unterhalb der Armutsgrenze.

## Orte im County
- Achilles
- Atwood
- Beardsley
- Blakeman
- Chardon
- Herndon
- Ludell
- McDonald
- Midway
- North Atwood
- Salem

Townships
- Achilles Township
- Atwood Township
- Center Township
- Driftwood Township
- Herl Township
- Jefferson Township
- Ludell Township
- Mirage Township
- Rocewood Township
- Union Township